# Nguyễn Trọng Nam
Nguyễn Trọng Nam – wietnamski zapaśnik walczący w stylu klasycznym.
Złoty medalista mistrzostw Azji Południowo-Wschodniej w 2023 i 2025 roku.